# Progonostola caustoscia
Progonostola caustoscia là một loài bướm đêm thuộc họ Geometridae. Nó là loài đặc hữu của Maui và Lanai.
In color, size và pattern, this species is similar to Progonostola cremnopis, but
it is easily separated, in the male at least, by its bipectinate antennae.